# 空中巴士A310 MRTT
空中巴士A310 MRTT（英語：Airbus A310 Multi Role Tanker Transport），是歐洲航空國防航天公司開發的一款空中加油機，所有機材均由老旧型号的空中巴士A310-300改裝而成。

## 沿革

### 第一次開發

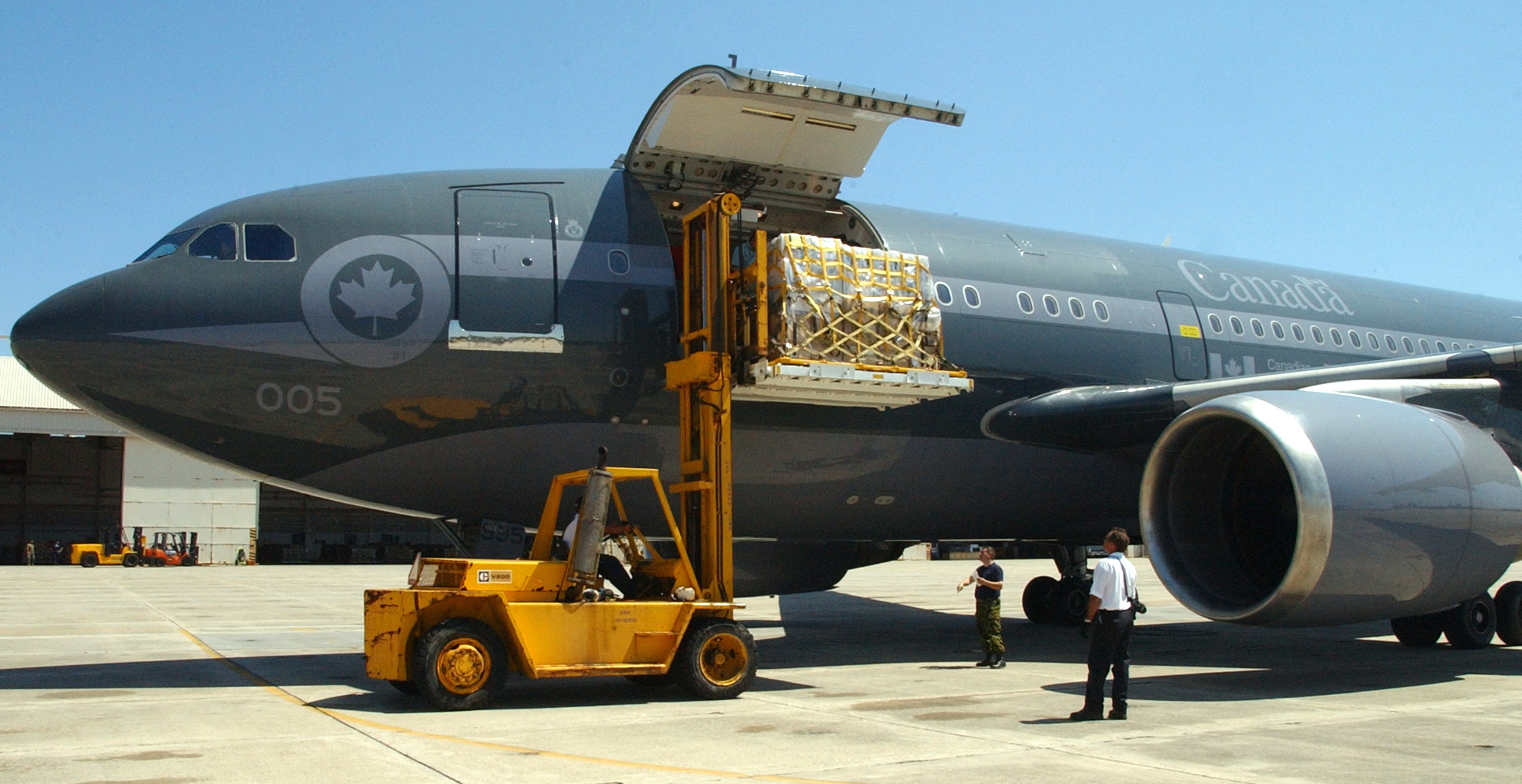
CC-150正在裝卸物資

由於加拿大皇家空军使用的CC-137「赫斯基」行政專機暨運輸機日漸老化，需要尋找合適的機種代替。適逢加拿大航空於1990年代初決定將五架A310客機（原華德航空機隊）退役，軍方決定購入該批客機，並委託生產商-空中巴士進行改裝。完成改裝後的飛機命名為CC-150「北極星」，於1992年12月至1993年8月間陸續入役。在五架「北極星」飛機當中，其中四架為純運輸機，另一架為行政專機。隨著「北極星」的入役，CC-137得以於1997年退役。但是，由於CC-150初期不具備加油功能，因此空中加油任務只能由載油量較少的C-130T代替。

### 第二次開發

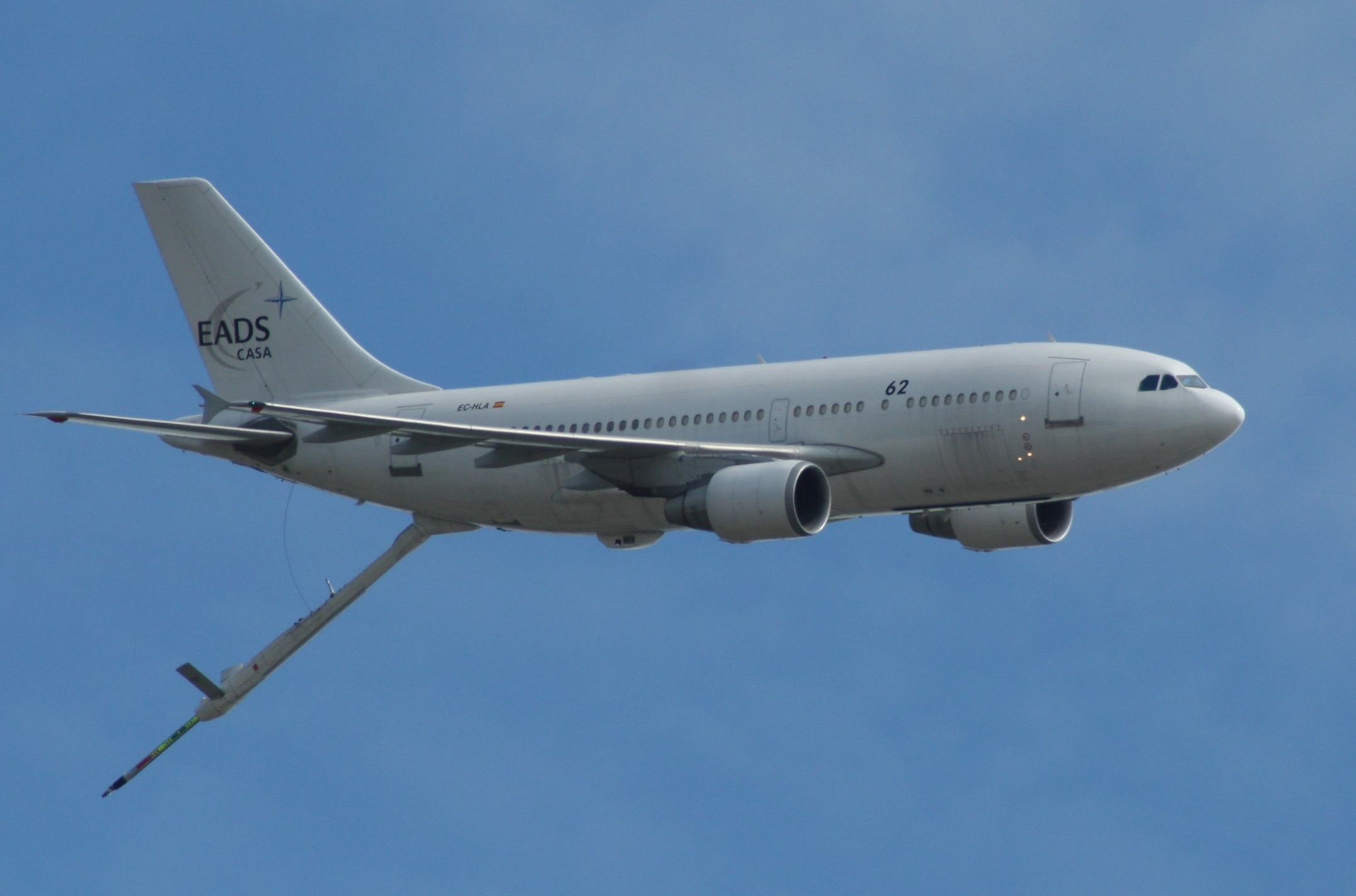
伸出硬式加油管的A310 MRTT

2000年代初，同樣使用波音707運輸機的德國聯邦國防軍空軍，亦面臨飛機機齡已高的問題。於是，軍方亦委託空中巴士改裝手上其中4架A310成為「多任務加油運輸機」，並由漢莎航空屬下漢莎技術公司協助改裝。全部四架飛機完成改裝後，於2004年7月28日完成首次空中加油，並在同年9月29日入役；其後，再在2007年6月進行航電系統升級工程。與此同時，加拿大皇家空軍再度委託空中巴士，將原有的部分CC-150升級為與德國版本相近的多用途加油機，而首架完成升級的飛機於2004年10月交付，填補了自1997年以來高運量加油機的空缺，而載油量與CC-137相若。該等飛機的型號改為CC-150T，代表增加了空中加油功能。

### 執行任務

#### 加拿大

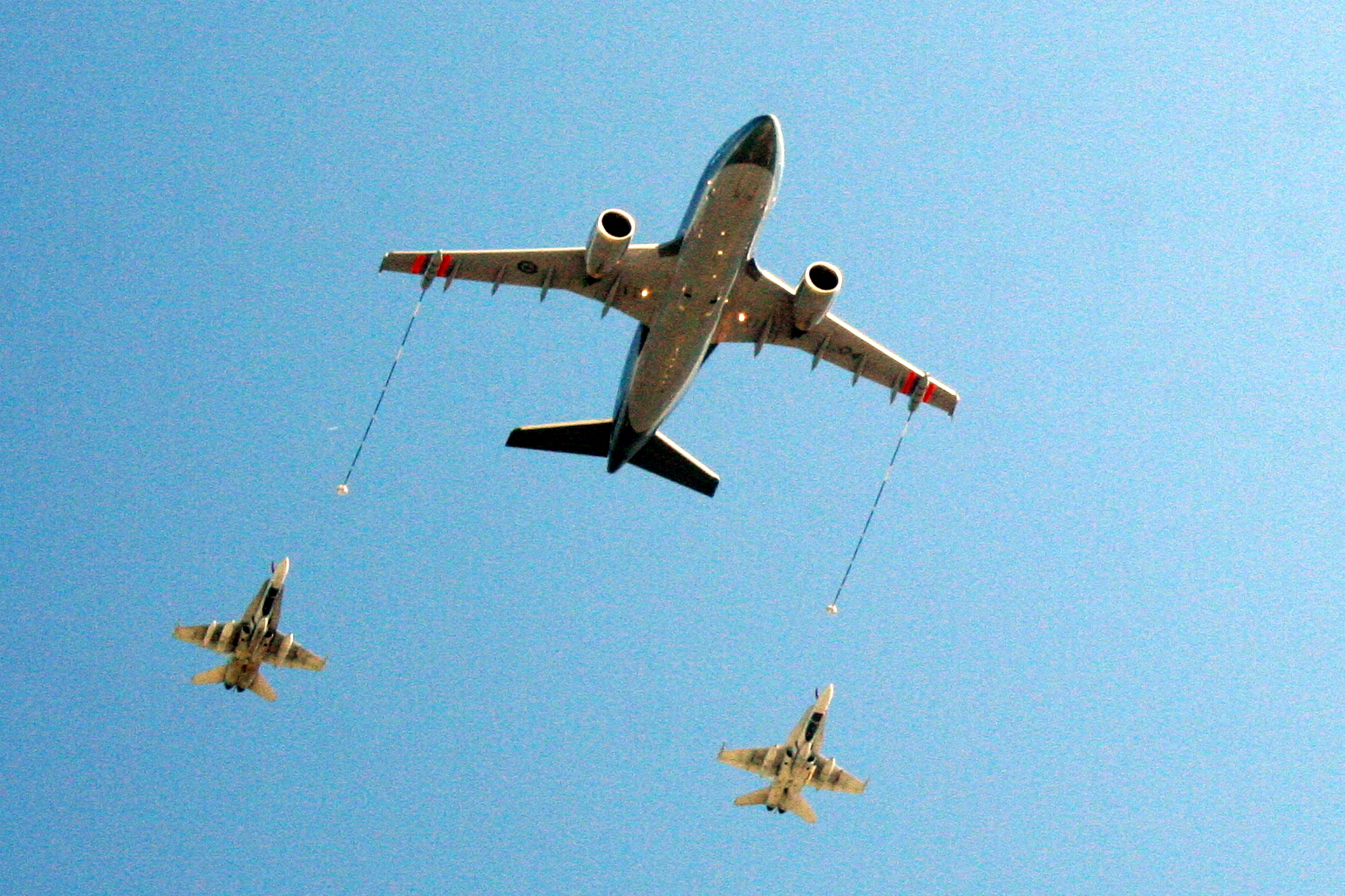
CC-150正為F-18戰鬥機進行加油

CC-150全部隸屬空軍第437運輸方隊，駐地為特倫頓空軍基地，其中四架為一般運輸及加油機，另一架為加拿大總理行政專機。
撇取專機以外，其餘四架CC-150曾執行多次軍事及人道行動，包括在2011年為該國兩架在利比亞執行禁飛行動的F-18戰鬥機加油，並協助撤走在阿富汗戰爭中受波及的難民。

#### 德國
A310 MRTT全部隸屬於聯邦國防部飛行值勤隊，以科隆/波恩機場為基地。在入役後的最初五年，這批飛機僅用作人員及物資運輸。直到2009年2月4日，德國的A310 MRTT才首次為前往印度班加羅爾途中的颱風戰鬥機，進行首次實用空中加油。
而在2019冠狀病毒病疫情全球撤僑行動，德國空軍亦有派出A310 MRTT，將滯留中國武漢的124名德國公民送返法蘭克福。

### 在其他國家的發展
空中巴士曾於2001年以A310 MRTT改裝機方案，競標日本航空自衛隊的加油機項目，但最終由波音公司中標，向日本提供全新製造的KC-767空中加油機。
此外，巴基斯坦空軍亦曾於2009年接洽空中巴士，打算採購A310 MRTT。但是，由於絕大多數民用版A310飛機均已退役並拆毀，沒有合適機材改裝而作罷，最後改為向俄羅斯購買伊尔-78。

## 特性

### 一般特點
A310 MRTT
- 機組人員：2（機師），另可加上1-2名加油員（硬管加油需要兩人操作，而軟管加油只需一人）
- 乘員：194-214人
- 長度：46.66-47.40米
- 翼展：43.9米
- 高度：15.81米
- 空重：80,000-133,999公斤
- 裝載重量：40,000公斤燃油或36,000公斤物資
- 最大起飛重量：267,620公斤
- 最大燃油量：157,000-164,000公斤
- 動力裝置：2×通用電氣CF6-80C2型或普惠PW4152渦輪風扇發動機

### 性能
- 最大速度：0.79-0.84馬赫
- 航距：8,889-9,600公里
- 续航距离：13,000公里
- 升限：12,500米

## 圖片庫

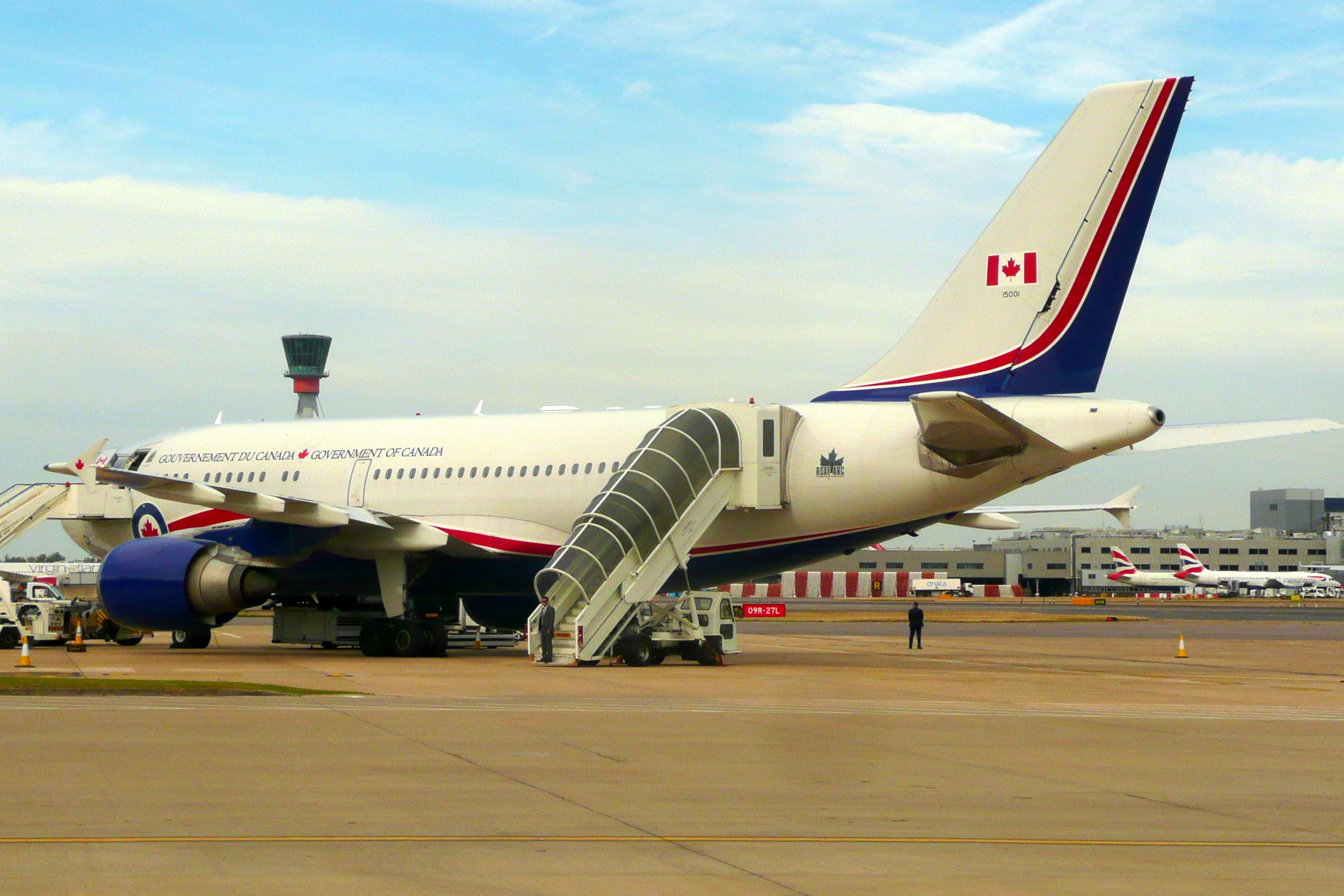
用作加拿大行政專機的CC-150一號機
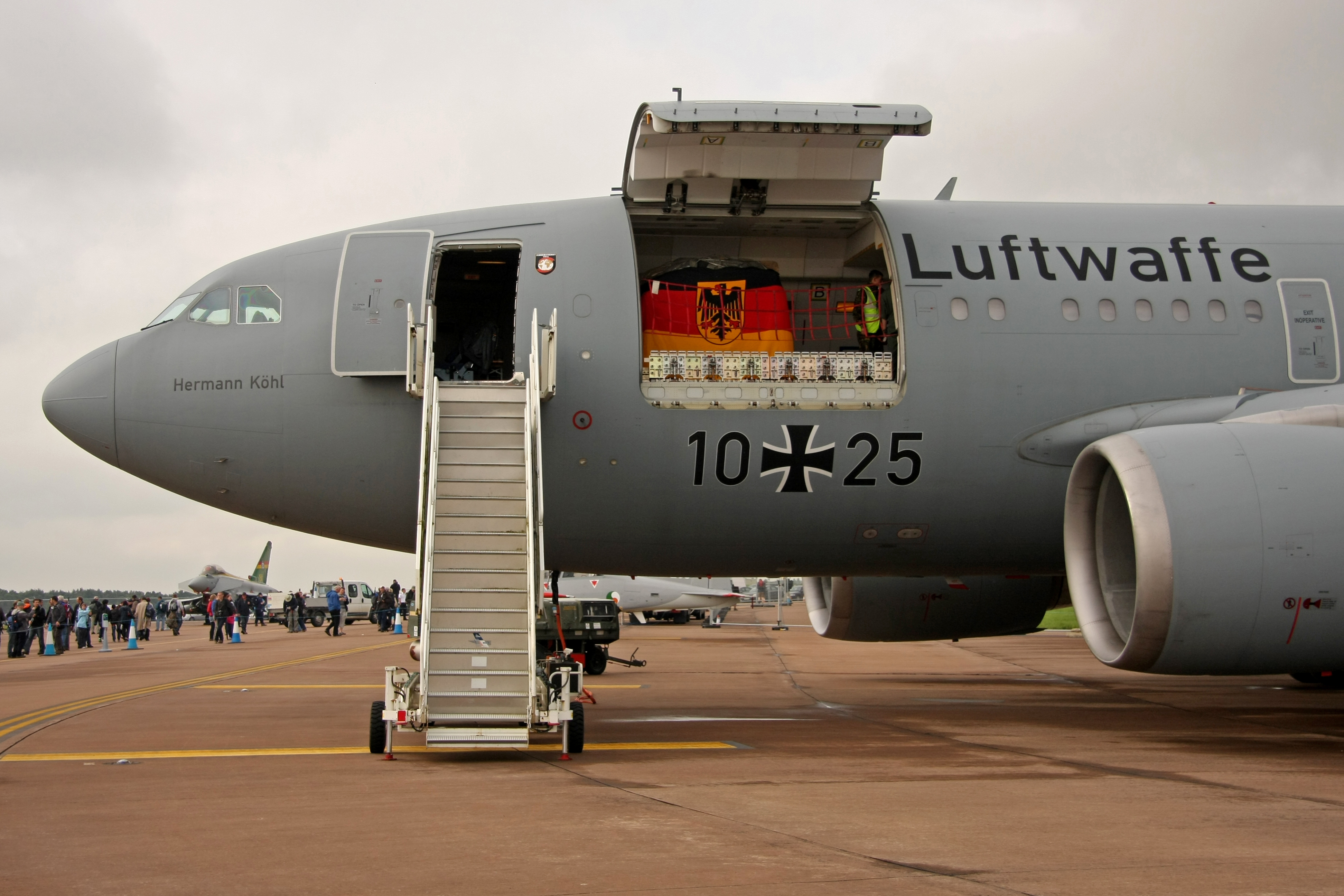
A310 MRTT機頭及貨艙艙門
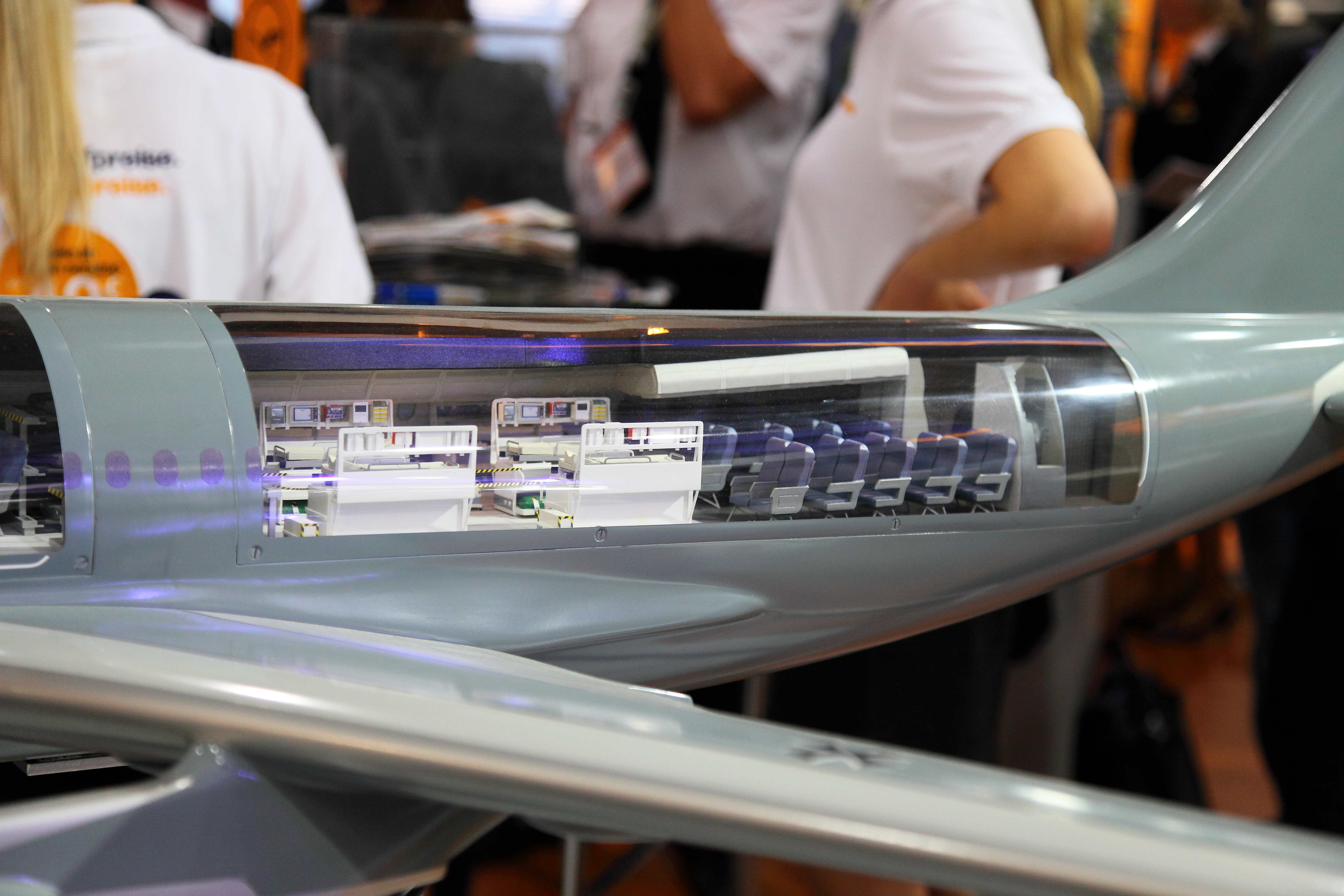
A310 MRTT內部佈局示意模型
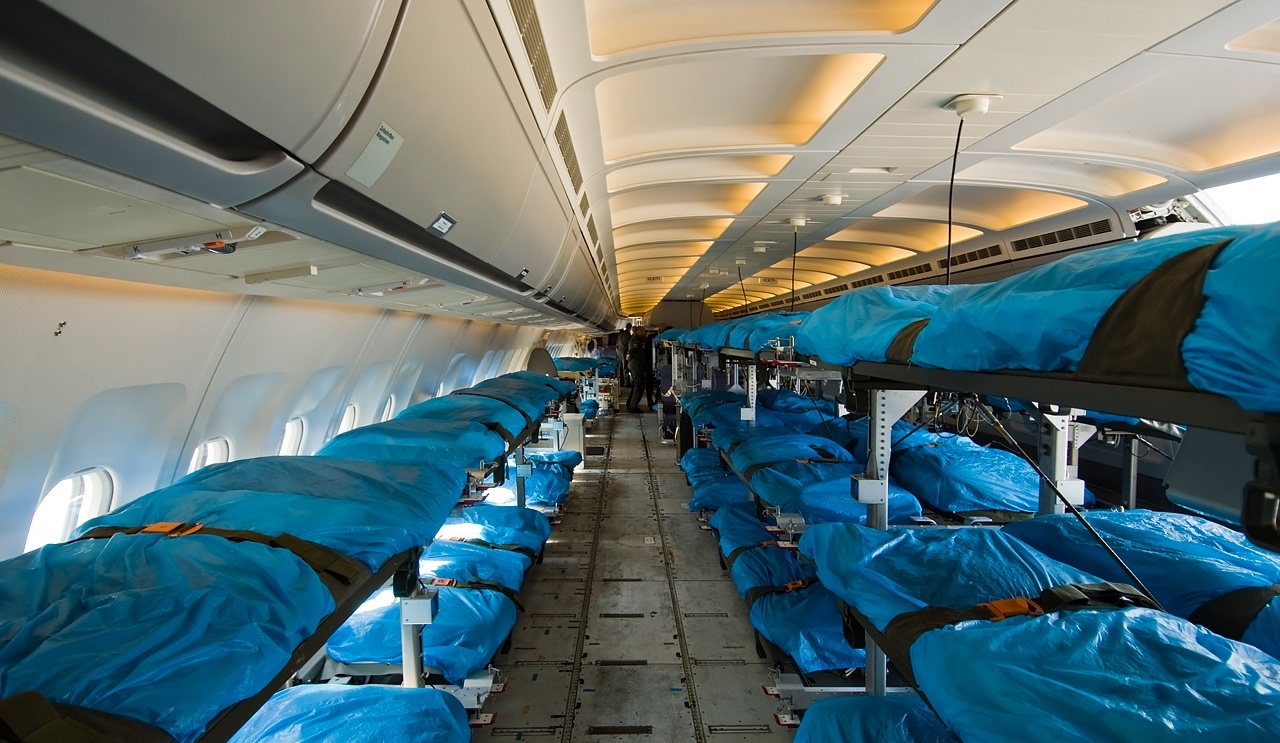
裝滿標準傷兵病床的A310 MRTT內部
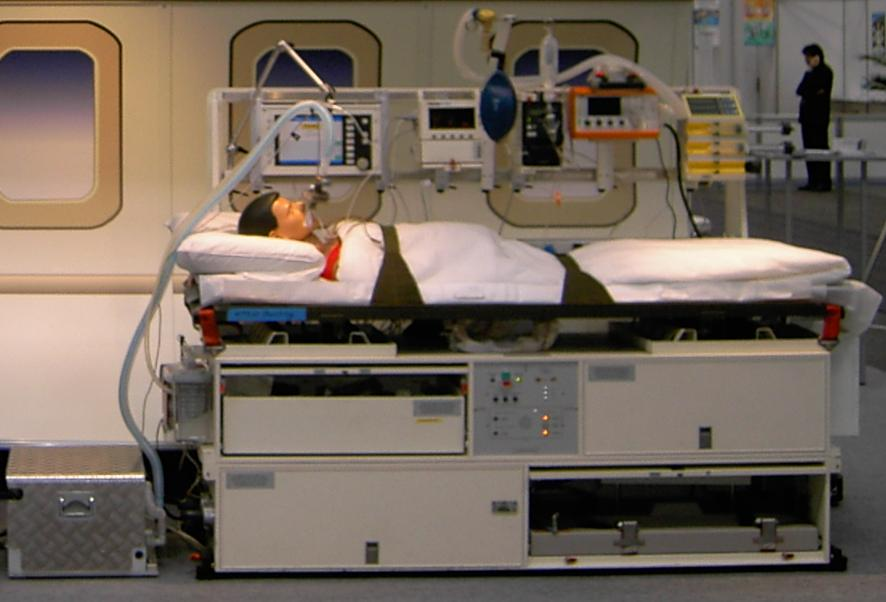
一個安裝在機上的傷兵重症病床單元模型

### 關聯機種
- 空中客车A310
- 空中客车A330 MRTT

### 競爭機種
- KC-767空中加油機

### 取代機種
- 波音707